# Astiphromma jezoënse
Astiphromma jezoënse är en stekelart som beskrevs av Tohru Uchida 1928. Astiphromma jezoënse ingår i släktet Astiphromma och familjen brokparasitsteklar. Inga underarter finns listade.